# 王喬 (蜀國)
王乔，蜀國犍为武阳（今四川彭县）人，曾擔任柏人縣令。後來退隱山林，隱居宣务山修炼道术，因為食肉靈芝而長生，最後駕鶴歸天。
《淮南子·齐俗训》注云：“王乔，蜀武阳人也”。为柏人令，得道而仙也。葛洪《神仙传》：“王乔为柏人令，于东北宣务山得道。”郎瑛《七修類稿》：“《神仙傳》曰：蜀人王喬，食肉芝者也。”

## 其他
杜光庭《王氏神仙传》云：“王乔有三人：有王子晋王乔，有叶县令王乔，有食肉芝王乔，皆神仙，同姓名。”